# مطياف نير
مطياف نيرسبيك (بالإنجليزية: NIRSpec) هو محلل لضوء الطيف وبصفة خاصة «للأشعة تحت الحمراء القريبة»، (أي القريبة من الأحمر).وهذا المطياف له اهمية كبيرة مقراب جيمس ويب الفضائي JWST الفضائي وهي مهمة تكمل عمل مقراب هابل الفضائي (HST). تم تطويرهذا المطياف لتلقي المزيد من المعلومات حول أصل الكون من خلال مراقبة ضوء الأشعة تحت الحمراء من النجوم والمجرات الأولى. بالمقارنة مع HST ، ستسمح أجهزته بالنظر إلى الوراء إلى أن كان الكون سحابة غازية بعد الانفجار العظيم، ثم تشكلت في السحابة نجوم ومجرات. وستدرس ما يسمى بالعصور المظلمة التي كان الكون خلالها معتمًا، بعد حوالي 150 إلى 800 مليون سنة من الانفجار العظيم.
مطياف NIRSpec عبارة عن مطياف متعدد الأجسام وقادرة على قياس طيف الأشعة تحت الحمراء القريبة لما يصل إلى 100 جرم مثل النجوم أو المجرات بدقة طيفية منخفضة ومتوسطة وعالية. يتم تنفيذ المشاهدات في مجال رؤية 3 arcmin 3× arcmin على مدى الطول الموجي من 0.6 ميكرومتر إلى 5.0 ميكرون. كما تحتوي على مجموعة من الشقوق تسمح بدخول الضوء وفتحة للتحليل الطيفي عالي التباين للمصادر الفردية، بالإضافة إلى وحدة حقل متكاملة (IFU) للتحليل الطيفي ثلاثي الأبعاد. المطياف هو مساهمة من وكالة الفضاء الأوروبية (ESA) وقد تم إنشاؤه بواسطة Astrium مع مجموعة من الخبراء الأوروبيين العلميين.

## نظرة عامة

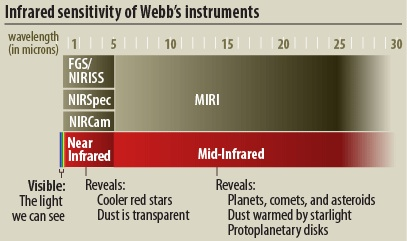
رسم يوضح اجهزة التلسكوب JWST ونطاقات رصدها للضوء حسب الطول الموجي. في الأعلى ترى نطاق أطوال الموجات الضوئية ، بوحدة الميكرون.)

الموضوعات العلمية الرئيسية لتلسكوب جيمس ويب الفضائي هي:
- أول ضوء وإعادة التأين
- تجميع المجرات،
- ولادة النجوم وأنظمة الكواكب الأولية
- ولادة أنظمة الكواكب وأصول الحياة

تعمل أداة NIRSpec عند −235 درجة مئوية ويتم تبريده بشكل سلبي بواسطة مشعات الفضاء البارد التي تم تركيبها على وحدة الأدوات العلمية المتكاملة JWST (ISIM). يتم توصيل المشعات بـ NIRSpec باستخدام أحزمة حرارية موصلة للحرارة. حوامل المرآة ولوحة قاعدة النظام الضوئي كلها مصنوعة من كربيد السيليكون سيراميك SiC100. يبلغ حجم الجهاز حوالي 1900 mm × 1400 mm × 700 mm ويزن 196 كيلوغرام (432 رطل) بما في ذلك 100 كيلوغرام من كربيد السيليكون. يتم تشغيل الجهاز بثلاثة صناديق إلكترونيات.
يتضمن مطياف NIRSpec آليات 4 هي:
- نظام عجلة المرشح (FWA) - 8 أوضاع، تحمل 4 مرشحات تمرير طويلة للأشعة، وفلاتر نطاق عريض لاكتساب الموجات الضوئية المرغوب فيها، وموضع مغلق وواحد مفتوح
- مجموعة آلية إعادة تركيز الأشعة (RMA) - تحمل مرآتين لإعادة ضبط الجهاز
- مجموعة المصراع الصغير (MSA) - للتحليل الطيفي متعدد الأجسام وهي تحمل أيضًا الشقوق الثابتة وفتحة IFU
- مجموعة عجلات المقضب (GWA) - 8 أوضاع، تحمل 6 حواجز شبكية ومنشور واحد للأشعة ومرآة واحدة لرصد الهدف

تتضمن NIRSpec الإضافية مجموعتين كهربائيتين بصريتين هما:
- مجموعة المعايرة (CAA) - تحمل 11 مصدرًا للإضاءة وكرة تكاملية؛ للمعايرة الطيفية الداخلية للأداة والمعايرة الميدانية المسطحة
- مجموعة المستوى البؤري (FPA) - تشمل المستوى البؤري الذي يتكون من مجموعتي شرائح مستشعر

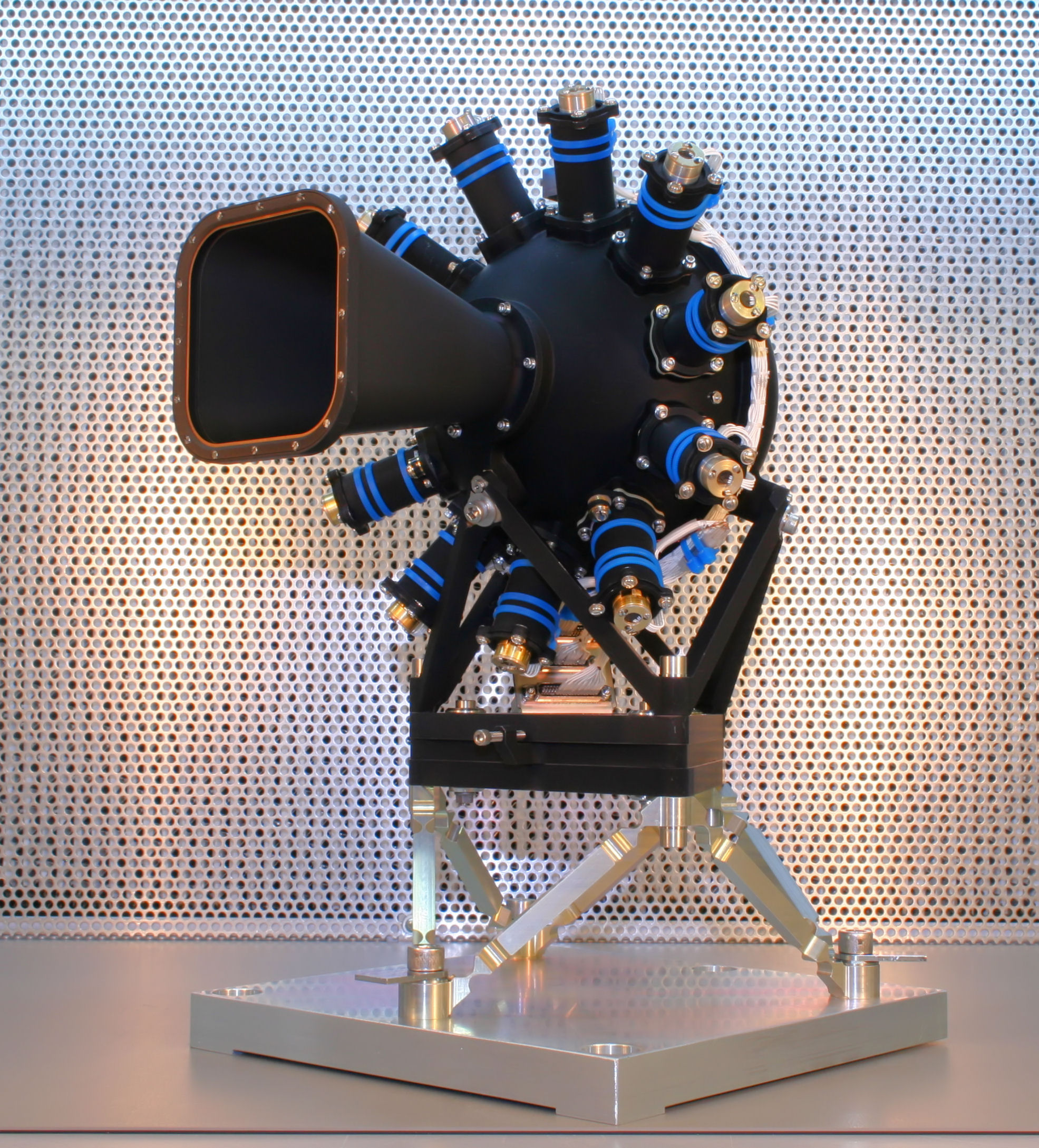
مجموعة المعايرة ، أحد مكونات مطياف نير سبيك NIRSpec التي تشكل جزءًا من تلسكوب جيمس ويب الفضائي، في جامعة كوليدج لندن قبل تركيبها.

وأخيرًا أداة تقطيع الصور للوحدة الميدانية المتكاملة (IFU)، المستخدمة في وضع IFU الخاص بالمطياف.
يتم تمثيل المسار البصري بواسطة مجموعات مرآة كربيد السيليكون التالية:
- مجموعة بصريات اقتران - التي تربط الضوء من تلسكوب JWST إلى NIRSpec
- البصريات الأمامية TMA (FOR) - والتي توفر المستوى البؤري المتوسط لـ MSA
- Collimator Optics TMA (COL) - موازنة الضوء على عنصر تشتت عجلة الشبكة
- بصريات الكاميرا TMA (CAM) - التي تصور أخيرًا الأطياف على الكاشف

## أهداف العلمية
- نهاية العصور المظلمة - الضوء الأول وإعادة التأين :[5] التحليل الطيفي للأشعة تحت الحمراء القريبة (NIRS) بدقة تباين طيفية حوالي 100 و 1000 لدراسة مصادر الضوء الأولى (النجوم والمجرات والنوى النشطة) التي تمثل بداية مرحلة [[إعادة التأين]] الكون التي يُعتقد أنها حدثت بين الانزياح الأحمر 15-14 و 6.[6]
- تجميع المجرات :[2] المشاهدات الطيفية للأجسام المتعددة التي ترسل إلينا الأشعة تحت الحمراء القريبة (يتراوح الانزياح الأحمر لها عادةً من 1 إلى 7) بدقة استبيان طيفية حول 1000 مشاهدة لعدد كبير من المجرات و NIRS محلول مكانيًا بدقة طيفية حوالي 1000 و 3000 بوصة من أجل إجراء دراسات مفصلة لعدد أقل من الأجرام.
- ولادة النجوم وأنظمة الكواكب :[2] التحليل الطيفي للشق عالي التباين بالأشعة تحت الحمراء القريبة بدقة [[تباين]]طيفية تتراوح من 100 إلى عدة آلاف من أجل الحصول على رؤية أكثر اكتمالاً لتكوين وتطور النجوم وأنظمتها الكوكبية.
- أنظمة الكواكب وأصل الحياة :[2] من أجل مراقبة المكونات المختلفة للنظام الشمسي (من الكواكب والأقمار التي تتبعها إلى المذنبات وأجسام حزام كايبر بالإضافة إلى أنظمة الكواكب خارج المجموعة الشمسية، فإن NIRS عالية التباين والمحللة مكانيًا بغرض قياس دقة طيفية متوسطة إلى عالية مع الحفاظ على استقرار طيفي ضوئي نسبي عالي.

## أوضاع التشغيل
من أجل تحقيق الأهداف العلمية، يوجد لدى NIRSpec أربعة أوضاع تشغيلية:
التحليل الطيفي متعدد الأجسام (MOS)

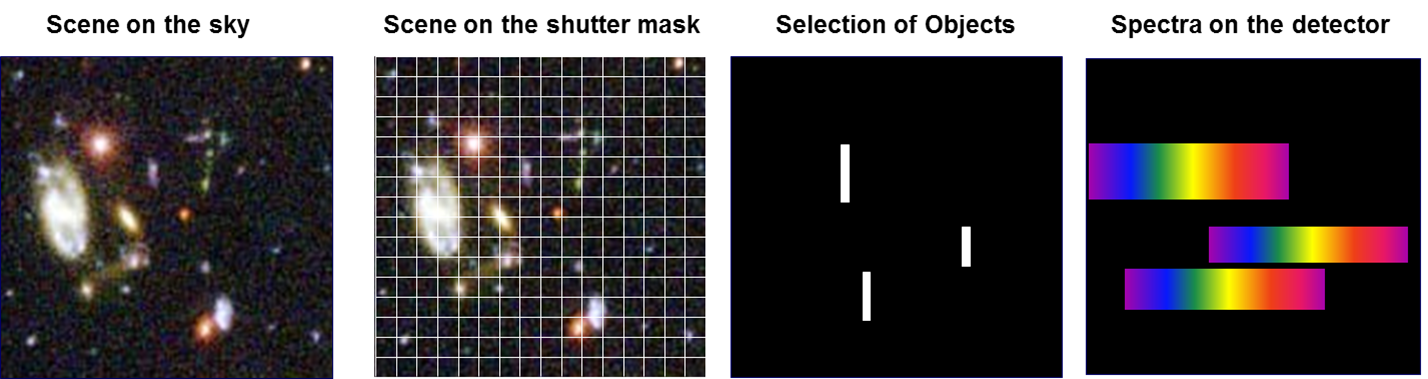
المبدأ الأساسي للتحليل الطيفي مطيافية لأجرام متعددة

في جهاز MOS يتم تغطية مجال الرؤية الكلي للأداة البالغ 3 × 3 قوسين باستخدام 4 صفائف من أقنعة الشق القابلة للبرمجة. تتكون أقنعة الشق القابلة للبرمجة من 250.000 مصراع صغير حيث يمكن برمجة كل منها على حدة بحيث «تفتح» أو «تغلق». التباين بين الشق «المفتوح» أو «المغلق» أفضل من 1: 2000. إذا تم رصد جسم مثل المجرة في مصراع «مفتوح»، يمكن تشتيت أطياف الضوء المنبعثة من الجسم وتصويرها على مستوى الكاشف. في هذا الوضع يمكن مشاهدة ما يصل إلى 100 جرم سماوي في وقت واحد وقياس الأطياف.
وضع وحدة المجال المتكامل (IFU): يتم استخدام مقياس طيف المجال المتكامل بشكل أساسي للأجسام الكبيرة الممتدة مثل المجرات. في هذا الوضع يتم تقطيع مجال الرؤية 3 × 3 ثانية قوسية إلى نطاقات 0.1 ثانية قوسية، ثم يتم إعادة ترتيبها بعد ذلك في شق طويل. يسمح ذلك بالحصول على أطياف تم حلها مكانيًا للمشاهدات الكبيرة ويمكن استخدامها لقياس سرعة الحركة والاتجاه لجرم سماوي ممتد (مثل مجرة). ونظرًا لأن الأطياف المقاسة في وضع IFU ستتداخل مع أطياف وضع MOS ، فلا يمكن استخدامهما بشكل متوازٍ.
التحليل الطيفي عالي التباين (SLIT)
تتوفر مجموعة من 5 شقوق ثابتة من أجل إجراء عمليات رصد طيفية عالية التباين وهو أمر مطلوب على سبيل المثال للرصد الطيفي لعبور كواكب خارج المجموعة الشمسية. من بين الشقوق الخمسة الثابتة، يبلغ عرض ثلاثة منها 0.2 [[ثانية قوسية]] ، وواحد عرضه 0.4 ثانية قوسية، والآخر عبارة عن فتحة مربعة مقدارها 1.6 ثانية قوسية. يمكن استخدام وضع SLIT في نفس الوقت مع أوضاع MOS أو IFU.
وضع التصوير (IMA)
يتم استخدام وضع التصوير لاكتساب الهدف فقط. في هذا الوضع، لا يتم وضع أي عنصر مشتت في المسار البصري ويتم تصوير أي كائنات مباشرة على الكاشف. نظرًا لأن مصفوفة microshutter التي تجلس في الخطة البؤرية الوسيطة للأداة يتم تصويرها بشكل متوازٍ، فمن الممكن ترتيب مرصد JWST بحيث تقع أي كائنات يمكن ملاحظتها مباشرة في مركز المصاريع المفتوحة (وضع MOS)، وفتحة IFU (وضع IFU) أو الشقوق (وضع SLIT).

## معايير الأداء
بيانات الأداء الأساسي لـ NIRSpec هي:
| معامل                                             | القيمة |
| ------------------------------------------------- | --- |
| نطاق الطول الموجي                                 | 0.6 ميكرومتر - 5.0 µ م </br> عند التشغيل في الوضع R = 1000 و R = 2700، يتم تقسيمه إلى ثلاثة نطاقات طيفية: </br> 1.0 ميكرومتر - 1.8 الفرقة µm أنا </br> 1.7 ميكرومتر - 3.0 µm الفرقة الثانية </br> 2.9 ميكرومتر - 5.0 µm الفرقة الثالثة |
| مجال الرؤية                                       | 3 × 3 ارسمين |
| الدقة الطيفية                                     | R = 100 (موس) </br> R = 1000 (MOS + فتحات ثابتة) </br> R = 2700 (شقوق ثابتة + IFU) |
| عدد فتحات مقياس الطيف المفتوحة / المغلقة الموجودة | تعتمد تقنية MEMS على مصفوفات مصراع دقيق بأربع مرات 365 × 171 = 250000 مصراع فردي، كل منها بحجم 80 µ م × 180 µ م |
| كاشف                                              | 2 تجميعات شرائح مستشعر MCT (SCA's) 2048 × 2048 بكسل لكل منهما. درجة البكسل = 18 µ م × 18 µ م |
| خطأ واجهة الموجة، بما في ذلك التلسكوب             | الحيود محدود بـ 2.45 µm في MSA: WFE = 185 نانومتر RMS (Strehl = 0.80) </br> الحيود محدود عند 3.17 µm في FPA: WFE = 238 نانومتر RMS (Strehl = 0.80) |
| الحد من الحساسية                                  | * في الوضع R = 1000، باستخدام مصراع واحد عريض بسعة 200 مللي أو فتحة ثابتة، ستكون NIRSpec قادرة على قياس التدفق في خط انبعاث غير محلول يبلغ 5.2 من مصدر نقطة بطول موجة ملحوظ قدره 2 µm عند SNR = 10 لكل عنصر دقة في إجمالي تعرض يبلغ 10 5 ثوانٍ أو أقل </br> * في الوضع R = 100، باستخدام مصراع واحد عريض 200 مللي أو فتحة ثابتة، ستكون NIRSpec قادرة على قياس التدفق المستمر بمقدار 1.2 من مصدر نقطي بطول موجة مرصود قدره 3 µm عند SNR = 10 لكل عنصر دقة في تعريض إجمالي يبلغ 10 4 ثوانٍ أو أقل |
| مغلف بصريات NIRSpec                               | حوالي 1900 mm × 1400 mm × 700 mm |
| كتلة المطياف                                      | 195 كيلوغرام (430 رطل) بحوالي 100 أجزاء كربيد السيليكون كجم، الصناديق الإلكترونية: 30.5 كيلوغرام (67 رطل) |
| درجة حرارة التشغيل                                | 38 [[كلفن]] |

## الشركاء الصناعيين
تم بناء NIRSpec بواسطة Astrium Germany مع معاهد علمية وشركاء منتشرين في جميع أنحاء أوروبا وبمساهمة من وكالة ناسا من الولايات المتحدة التي قدمت النظام الفرعي للكاشف وتجميع المصراع الصغير.
المتعاقدون الفرديون ومساهماتهم:

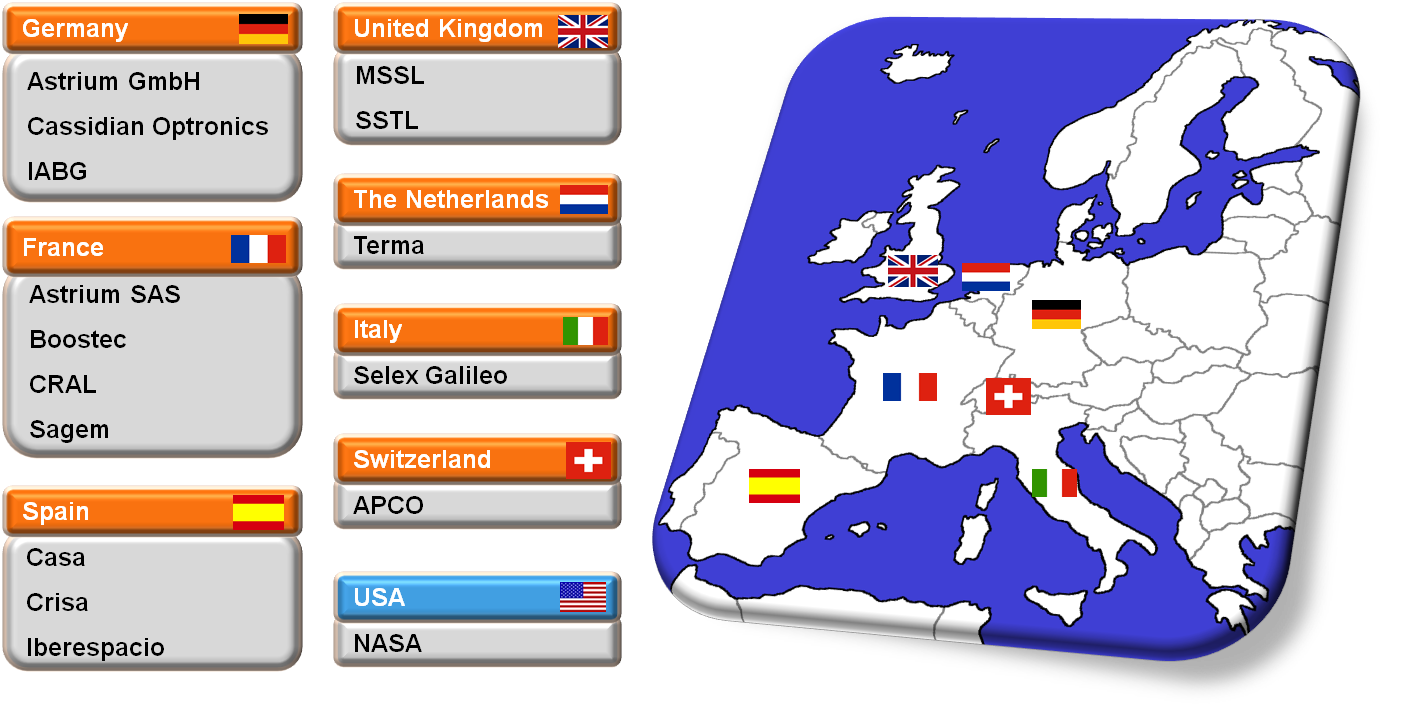
شركاء NIRSpec الصناعيين

- APCO Technologies SA - معدات الدعم الميكانيكي للأرض والحوامل الحركية
- Astrium CASA Espacio - حزام الأدوات البصرية
- Astrium CRISA - أدوات التحكم الإلكترونية والبرمجيات
- Astrium SAS - الدعم الهندسي من كربيد السيليكون (SiC)
- Astrophysikalisches Institut Potsdam (AIP) - مساهمة برامج المعايرة والتحليل والتحليل السريع للأدوات
- Boostec - صناعة الهياكل والمرايا المصنوعة من كربيد السيليكون
- بصريات كاسيديان:
  - تجميع عجلة المرشح
  - الجمعية عجلة مقضب
- Centre de Rechereche Astrophysique de Lyon (CRAL) – Instrument Performance Simulator
- European Space Agency (ESA) – NIRSpec Customer
- Iberespacio – Optical Assembly Cover
- Industrieanlagen-Betriebsgesellschaft mbH (IABG) – Instrument Test Facilities
- Mullard Space Science Laboratory (MSSL):
  - Calibration Assembly
  - Optical Ground Support Equipment (Shack-Hartman-Sensor, Calibration Light Source)
- الإدارة الوطنية للملاحة الجوية والفضاء (ناسا) - العناصر المفروشة للعميل:
  - الكاشف الفرعي
  - النظام الفرعي Microshutter
- ساجيم - تلميع المرآة وتجميع المرآة والتكامل والاختبار
- Selex Galileo - آلية إعادة التركيز
- Surrey Satellite Technology Ltd (SSTL) - وحدة ميدانية متكاملة
- Terma - معدات الدعم الأرضي الكهربائية (نظام معالجة البيانات)

## الصور
التحليل الطيفي متعدد الأجسام (MOS)

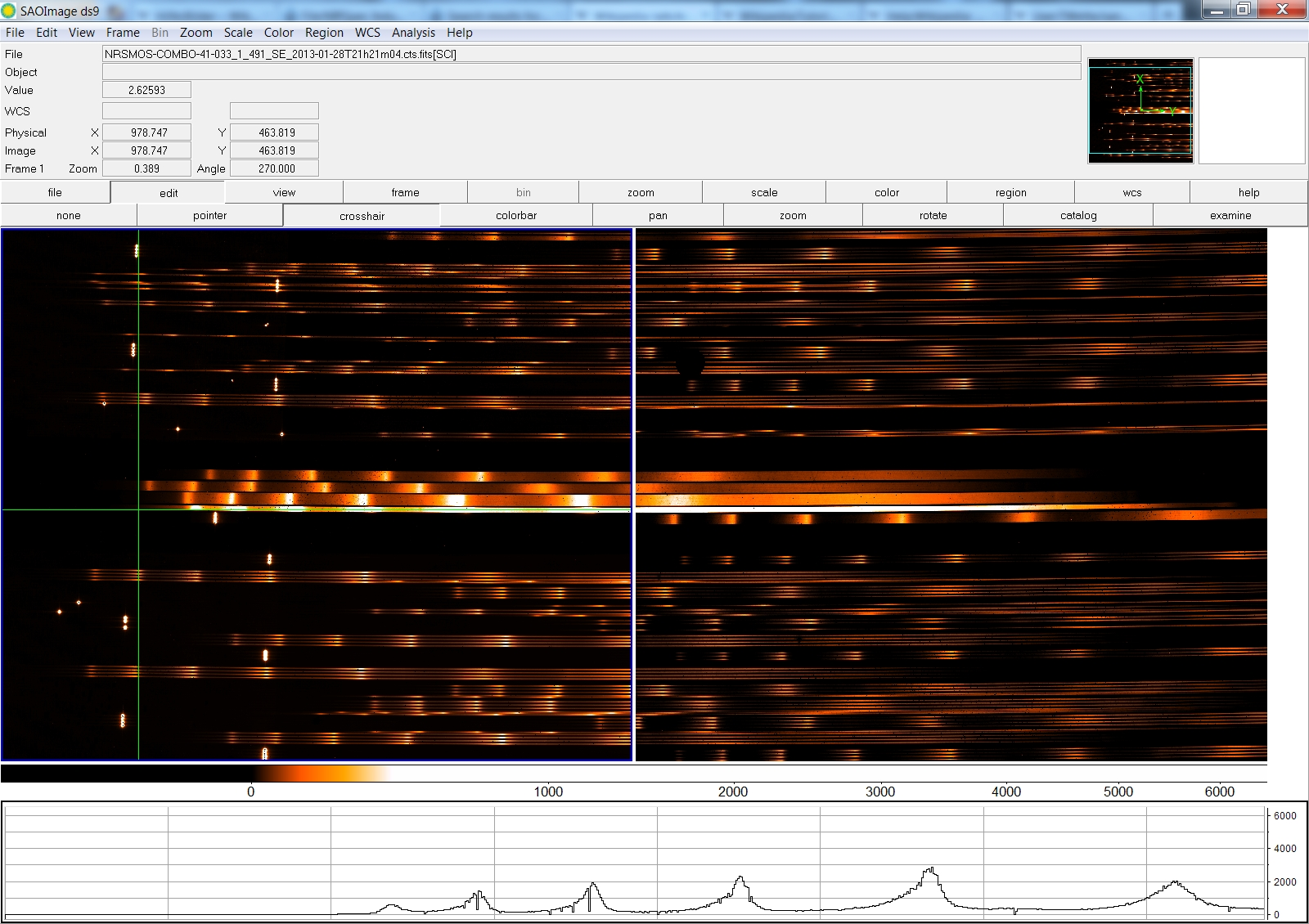
NIRSpec في وضع الكائنات المتعددة. تُظهر الصورة أطياف مصباح معايرة الخط الطيفي (نوع Fabry-Perot) تم تصويره على مجموعتي رقاقة الاستشعار (SCA) للكاشف
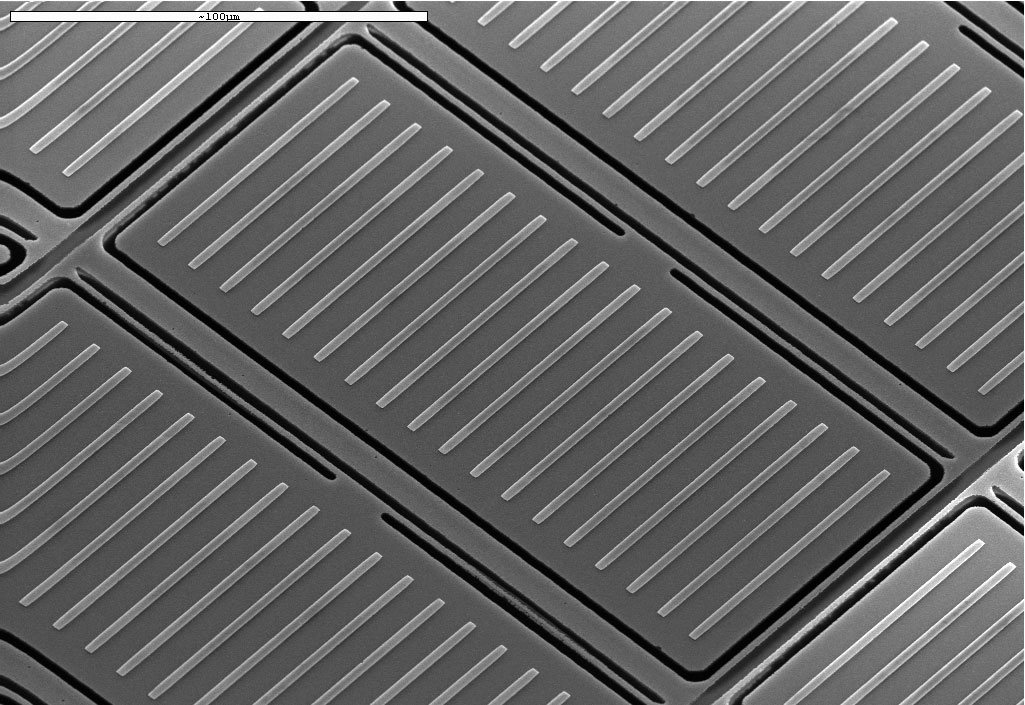
Microshutter المقربة
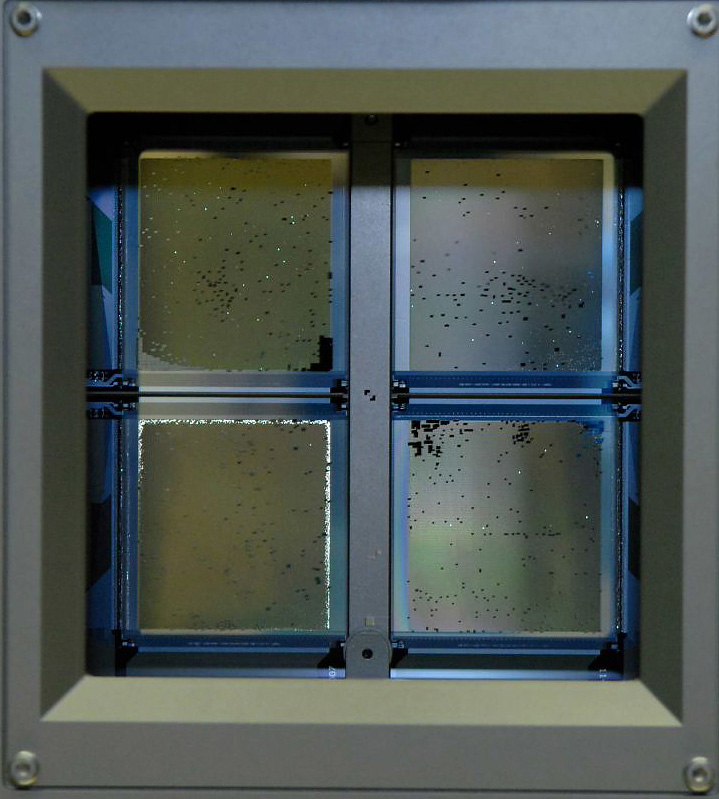
صفيفات NIRSpec Microshutter

وحدة ميدانية متكاملة

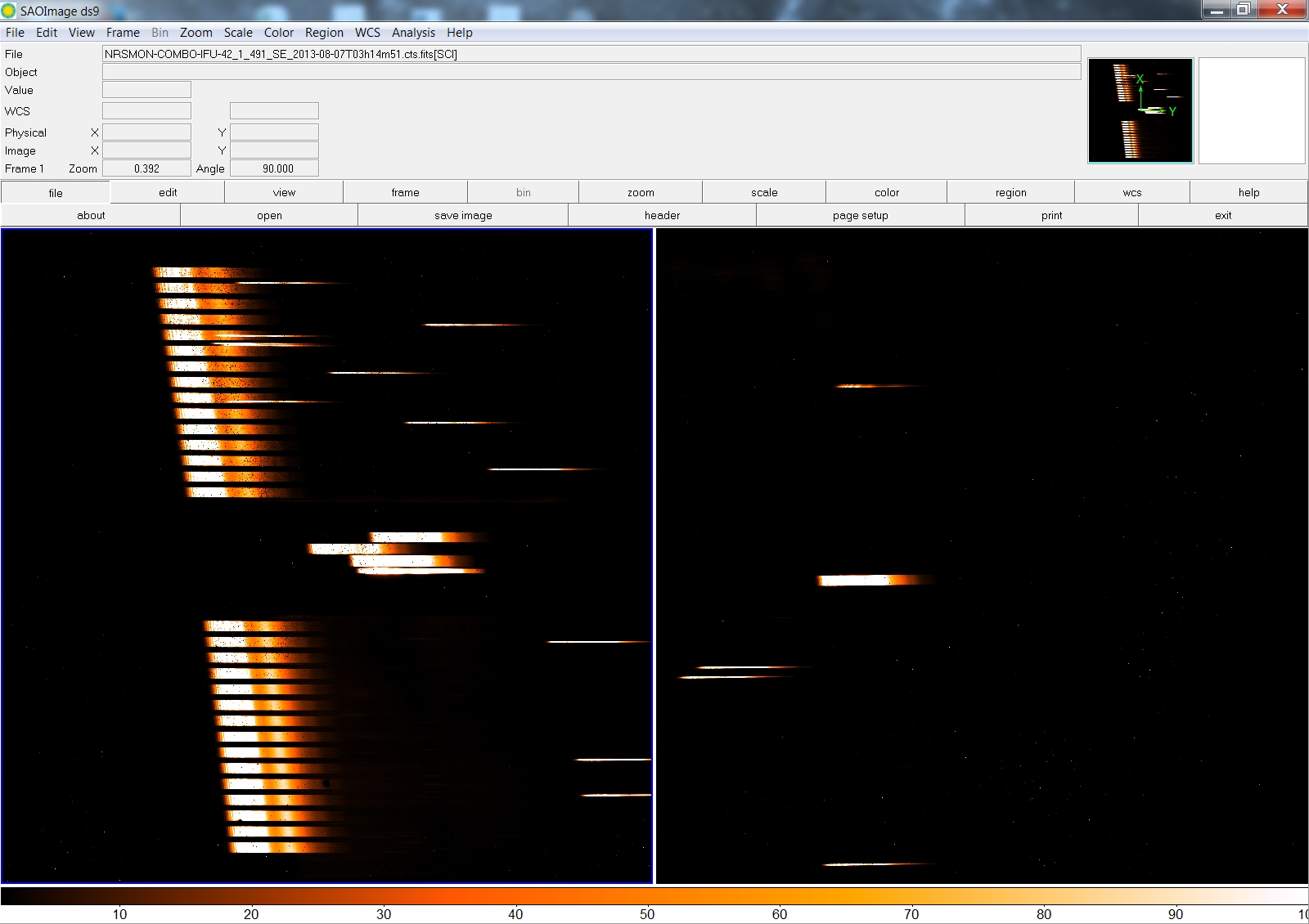
NIRSpec في وضع IFU. تُظهر الصورة أطياف مصباح معايرة الخط الطيفي (نوع Fabry-Perot) تم تصويره على الكاشفين SCA.
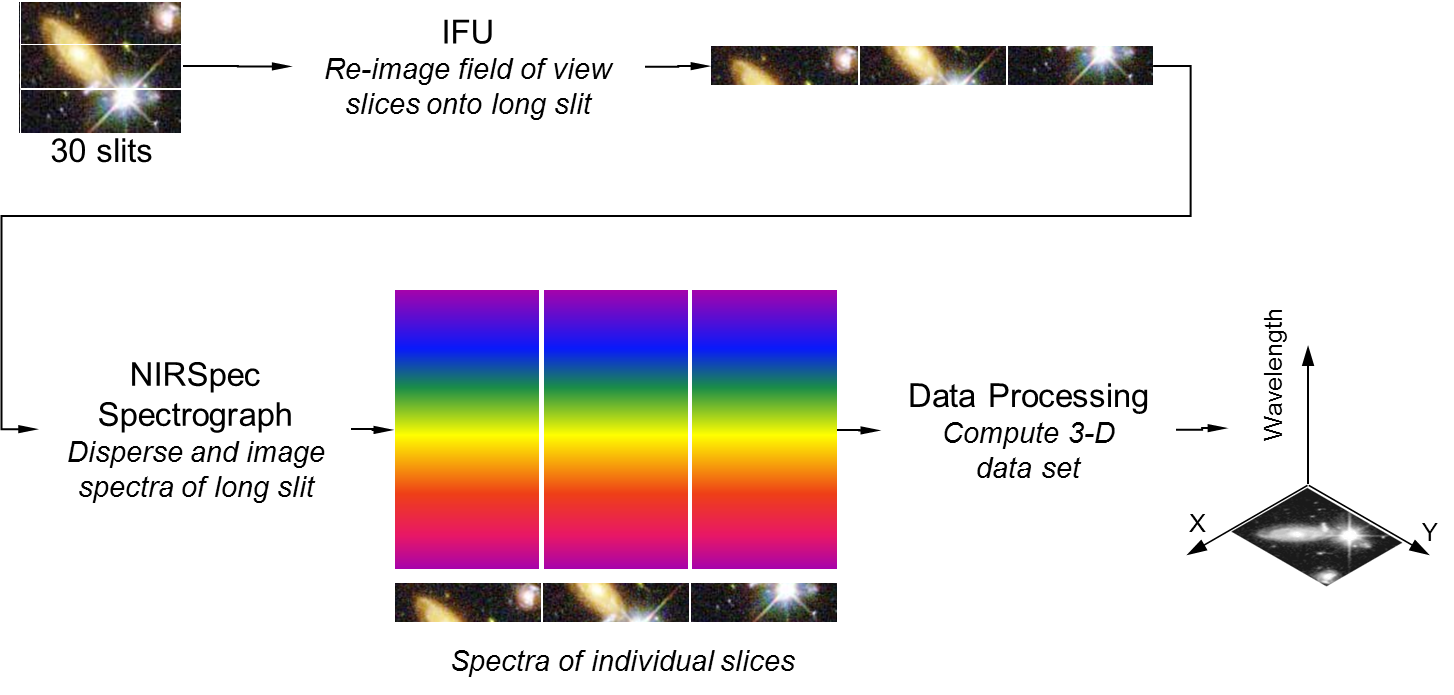
المبدأ الأساسي للتحليل الطيفي للمجال المتكامل

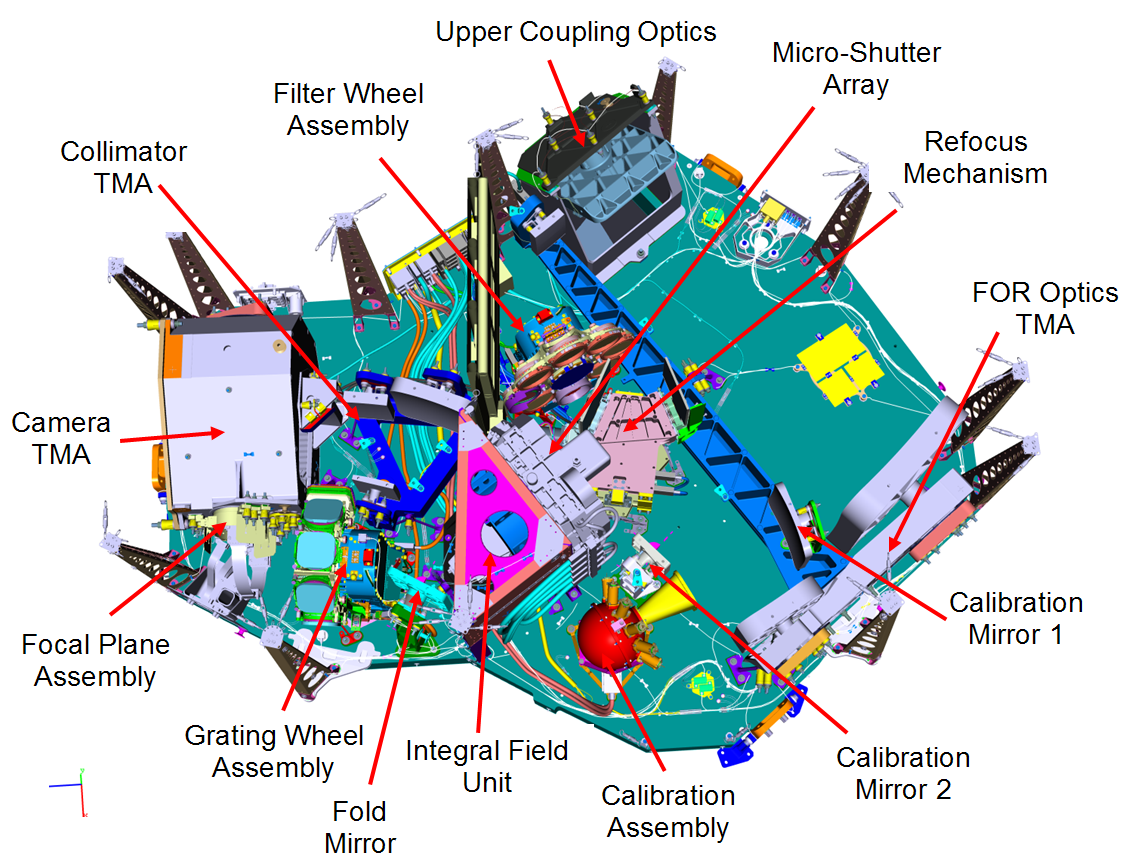
عرض NIRSpec CAD مع التجميعات الرئيسية
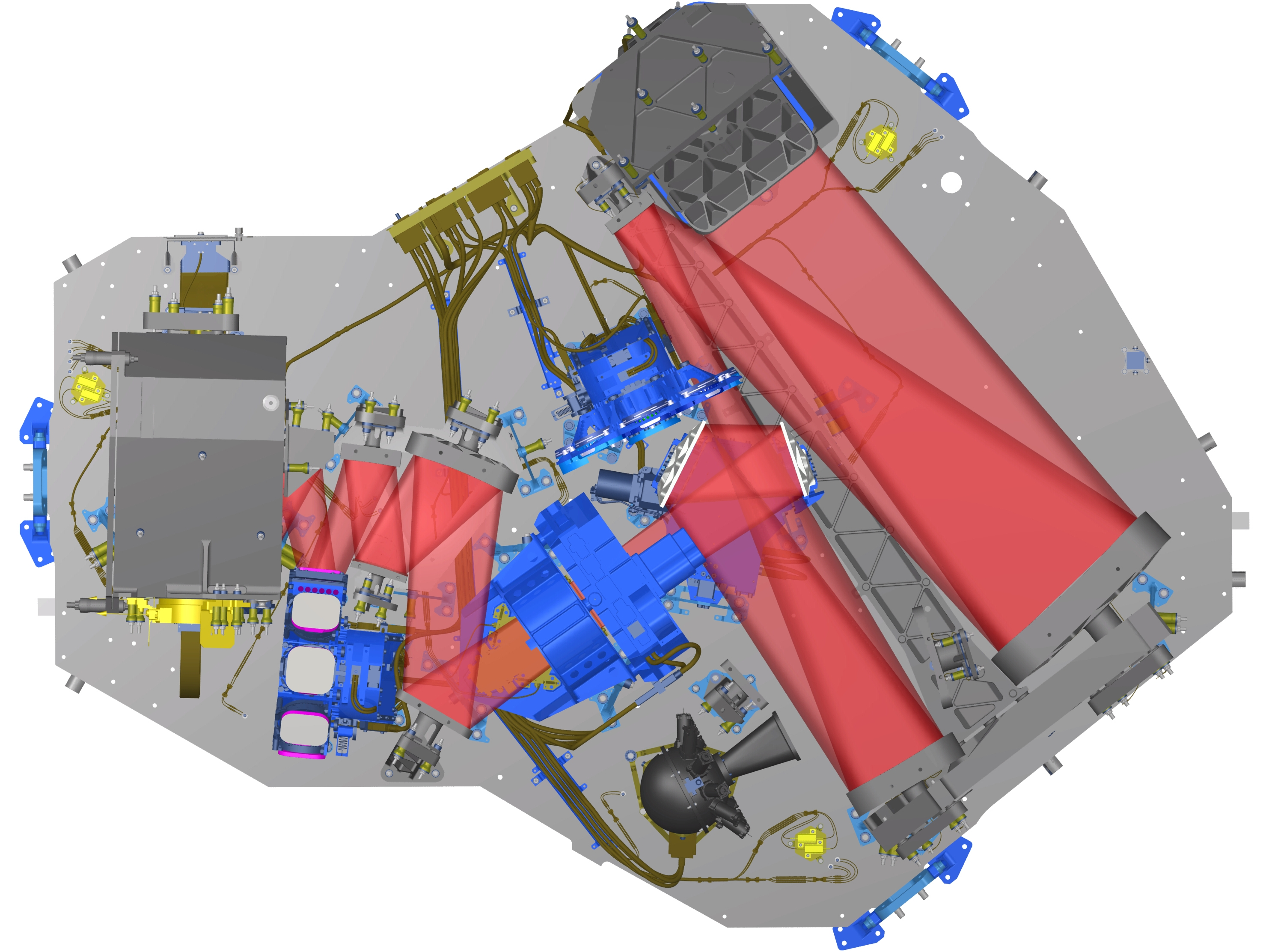
NIRSpec والمسار البصري

## روابط خارجية
- تلسكوب جيمس ويب الفضائي على ناسا
- تلسكوب جيمس ويب الفضائي على وكالة الفضاء الأوروبية